# Алексије Врана
Алексије Врана (грч. Ἀλέξιος Βρανᾶς) је био византијски племић, војсковођа и узурпатор из друге половине XII века. Сузбио је Норманску инвазију на Балкан 1185. године, а 1186. или 1187. године је подигао побуну против цара Исака II Анђела (1185—1195, 1203—1204), која је окончана његовом погибијом у борбама под Цариградским бедемима.

## Порекло и породица
Алексије Врана је био син Михајла Вране и Марије Комнине, чукун нећаке цара Алексија I Комнина (1081—1118), а у браку са Аном Ватац, нећаком цара Манојла I Комнина (1143—1180), имао је сина Теодора и ћерку удату за Исака Анђела (сина севастократора Јована Дуке), која се највероватније звала Евдокија. На једном сачуваном печату, за који се сматра да му је припадао, помиње се са висуком титулом протосеваста и наводи се да му је мајка из породице Комнина, а настављач Вилијама Тирског наводи да је био рођак цара Манојла I.

## Биографија
Алексије је припадао племићкој породици Врана и око 1166. године се јавља са титулом севаста. Током кратке владавине малолетног Алексија II (1180—1183), Врана је био војни заповедник, али је подржавао његовог сродника Андроника I Комнина (1183—1185), који је у мају 1182. године оборио регенство севаста Алексија Комнина и Марије Антиохијске, цареве мајке и удовице цара Манојла. Током Андроникове кратке владавине, Алексије је био један од ретких војсковођа који није подигао побуну против његове владавине, а успешно је предводио војску против снага краља Мађарске Беле III (1172—1196) 1183. године и током гушења побуне коју су 1184. године подигли Андроник, Исак и Алексије Анђел.
Норманска инвазија на Балкан отпочела је освајањем Драча, у јуну 1185. године, после чега се норманска војска упутила ка Солуну, до кога је стигла 06.08., да био јој се 15.08. у опсади придружила и флота, која је успут заузела Крф, Кефалонију и Закинтос. Већ 24.08. Нормани су заузели Солун, чему су допринели слаба и лоше снабдевена одбрана на чијем челу се налазио неспособни Давид Комнин, али и кашњење војне помоћи из Цариграда.
Пад Солуна и унутрашња криза довели су до нове смене власти у Византији и 12.09. Андроник I Комнин је убијен у Цариграду, а нови цар постао је Исак II Анђел. Против Нормана, који су напредовали према Цариграду, упућена је војска предвођена Алексијем Враном и у две битке, код Мосинопоља и код Димитрице, током новембра, снаге под његовом командом су разбиле Нормане. Његовим победама, допринело је и слабљење норманских снага, услед болести и пљачкања, а Византинци су повратили Солун, Драч и Крф, али су Нормани задржали Кефалонију и Закинтос под својом влашћу.
Крајем исте године, на тлу некадашњег Бугарског царства избила је побуна Асена против византијске власти. Исак II је против њих упутио војску којом је командовао Алексије Врана, али се он у Хадријанопољу прогласио за цара и кренуо ка Цариграду. Његове снаге је пред Цариградским бедемима поразила војска предвођена Конрадом Монфератским, а сам Алексије је погинуо у борби.